# Sehlsdorf
Sehlsdorf ist ein Ortsteil der Stadt Goldberg und gehört heute zum Amt Goldberg-Mildenitz im Landkreis Ludwigslust-Parchim in Mecklenburg-Vorpommern. Das Dorf liegt etwa 7,5 Kilometer südwestlich des Goldberger Stadtzentrums.

## Geschichte
Sehlsdorf wurde 1292 als Bossceldorpe erstmals in einer Schenkungsurkunde erwähnt. Nikolaus II. von Werle übereignete das Dorf dem Kloster Dobbertin. Die dortigen vorherigen slawischen Siedlungen wurden zusammengelegt und bucela (Biene) genannt. 1293 bekannte Thetlevus Wackerbart, er habe alle seine Güter vom Closter Dobbertin zum Lehn. Falls er ohne Erben sterben würde, erhielte das Kloster alles zurück.
Den Urkunden nach erfolgten einige Eigentümerwechsel, bevor der Landesherr 1349 die 16 Hufen und 1374 auch seine Gefälle (Abgaben) endgültig dem Kloster überließ. Am 22. Juni 1446 verkauften Deneke, Hinrick und Lutke Weltzin ihres Vaters Erbe, nämlich acht Hufen auf dem Feld Kölpinsdorf dem Kloster Dobbertin. Am 15. August 1447 verpfändeten Klaus von Gamm und seine Gattin, geb. von Passow, die zwölf Hufen ihres Brautschatzes aus Kölpinsdorf dem Kloster Dobbertin. 1447 bestätigt Heinrich von Mecklenburg, dass die wüste Feldmark Kölpinsdorf dem Kloster Dobbertin und den von Passow gehört. 1496 bewirtschafteten vier Familien bäuerliche Hufen. Am 23. Mai 1535 hatten Achim von Passow auf Zidderich und seine Verwandten zwölf Hufen dem Kloster Dobbertin überschrieben.
Das Dorf im Dreißigjährigen Krieg 1637 durch die schwedischen Truppen des Oberst Hunich verwüstet wurde, dürfte der Hof erst nach 1640 eingerichtet worden sein. 1649 waren nur noch zwei Zugochsen vorhanden, es gab weder Pferde noch Hühner. Pächter Hauptmann Johann Balcken durfte eine Schäferei einrichten. 1662 berichtete der Benthener Pastor Peter Guntbert, dass Sehlstorf nach den vielen Kriegsunruhen wieder hergestellt sei. Zehn Jahre danach schloss das Kloster einen Pachtvertrag mit Heinrich Giese.
Im 17. Jahrhundert bestand in Sehlsdorf eine Filialkapelle. 1747 wurde erstmals eine Glashütte bei Sehlsdorf erwähnt.
1786 schlugen Pastor Buchholz aus Mestlin und Pastor Aepinius aus Brüz den Schuster Neils aus Mestlin zum Schulmeister in Sehlsdorf vor. Dieser ist schon ein alter Mann, der ansonsten nicht in der Lage ist, sich ehrlich zu ernähren. Er singt recht gut, liest zwar furchtsam, doch als dortiger Schulmeister werde er besonders auf pünktliche Betriebsamkeit achten. Die Schwäche seiner Augen und Ohren waren nicht wichtig. Er blieb vier Jahre im Amt.
Bei der ersten Volkszählung 1819 wurden in Sehlsdorf 121 Personen registriert. Auf dem Hof der Pächter mit Familie, mit dem Schreiber, zwei Ausgeberinnen, zehn Tagelöhnern mit Familie, zehn Knechten, weitere Bedienten und 26 Kinder. Im Dorf lebten 4 Bauern mit Familie, drei Knechten, zehn Dienstjungen und -Mädchen, einem Tagelöhner, dem Hirten, Schulmeister, Schneider und 19 Kinder. 1867 fand wieder eine Volkszählung statt. Diesmal wurden 205 Personen gezählt. 1900 wurden nur noch 140 Personen in Sehlsdorf gezählt.
1824 war der Schulmeister Meerkatz aufgrund seiner angegriffenen Gesundheit nicht mehr in der Lage, Unterricht zu geben. Er wurde entlassen und in ein Armenhaus untergebracht. Nachfolger wurde der Schneidergeselle Hermann Köpcke, er las und buchstabierte sehr gut, schrieb eine leserliche Hand, hatte aber keine Religionskenntnisse.
Nach 1945 erfolgte mit Neubauernhäusern und den Gebäuden der LPG Pflanzenproduktion Diestelow eine Zersiedlung des Dorfbildes.

### Gut
Nach dem ältesten überlieferten Inventar vom 6. Juni 1648 zum Hof Sehlsdort wurde vermerkt: Die vorhanden gewesenen Hühner und das Pferd sind nicht mehr. Auf dem Hof sind noch zwei gute Zugochsen von sechs und acht Jahren. Im Inventar zum Hof heißt es 1711 zum Wohnhaus: Das gantze Haus von unbrauchbarem Dache und in misserabelen Zustand samt der Fächer und der Sohlen. Das Käse-Hauß besteht unten aus einem Pferdestall und oben aus dem Käse-Boden. Auffm Hofe beym Hause ein Brun mit Feld-Steinen ausgemauert und tieff in die Erde, an das Eimer ist das Eisen gut, auch damit die Schwank-Ruthe unten und oben fest gemacht.
1736 wurde ein neues Gutshaus errichtet. Nach dem Inventar ist zu lesen: Von 16 Gebinden, von Eichen-Sohlen, -ständern und -riegeln und mit Tannenbalken gebaut. Die Wände sind in Holz mit Mauersteinen und Kalk gemauert. Die Sohlen liegen etwas in Mist und können nicht gesehen werden. Das Dach ist aus Rohr, nach der Vorderseite aus Stroh. 1772 bestand die Gutsanlage aus dem Gutshaus mit angebautem Pferde- und Kuhstall, ein Schafstall, ein neuer Holländerstall, ein 1769 gebautes Torhaus mit Viehstall und Nebengelass, ein Backhaus und eine Scheune. 1873 erfolgte der Anbau am Schweinestall, 1878 der An- und Umbau des Pächterhauses, 1891 der Bau des Rinderstalls und 1892 der Neubau einer Lehrerscheune. 1912 wurden eine Scheune und ein Kornspeicher gebaut.
Zur Unterbringung von 30 bis 50 sowjetische Kriegsgefangene auf der Domäne Sehlsdorf wurde 1942 der nördliche Teil des Schweinehauses für die Gefangenen hergerichtet. Die Wachmannschaften hatten einen Raum im benachbarten Wirtschaftshaus. Im April 1943 befanden sich auf dem 436 ha großen Hof noch 42 Pferde, 149 Stück Rindvieh (darunter 2 Bullen, 54 Kühe, 13 Zugochsen), 495 Schafe und 41 Schweine. Am 16. April 1943 besichtigte der Staatsminister Dr. Scharf Sehlsdorf.
Pächter des 480 Hektar großen Klostergutes waren:
- 1646 Hauptmann Johann Balcken
- 1659 Joachim Prange
- 1660 Heinrich Brandt
- 1672 Heinrich Giese
- 1696 Johann Jacob
- 1720 Joachim Mohl und Sohn der Witwe Möller
- 1744 Remer Wedich Wiencke
- 1747 Ciriacus Schwabow
- 1750 Leutnant Levin Hinrich Georg von Linstow[4]
- 1760 Martin Warnemünde
- 1779 Ludwig Joachim Nüsch, danach Ulrich Adolph Schregel
- 1791 Georg Cramer
- 1806 Hamann, auch Pächter von Mühlenhof
- 1808 Albrecht Freudenfeld
- 1837 Johann Christian Lohse
- 1853 Friedrich August Warnecke
- 1867 Hermann Bade aus Beckendorff
- 1896 Albrecht Warnecke
- 1915 Carl Flint aus Lenzen
- 1936 Karl-Werner Flint, bis 1945

### Forsthof
Um Goldberg gab es nur zwei Waldgebiete. Nordöstlich die Schwinzer Heide und südwestlich das Waldgebiet zwischen Sehlsdorf, Herzberg und Lentschow. Während des Dreißigjährigen Krieges setzte dann wieder auf allen wüchsigen Böden eine starke Bewaldung ein, die bis 1780 blieb. Das Revier um Sehsdorf gehörte zum Klosteramt Dobbertin. 1745 entstand bei Mühlenhof eine Glashütte. Die Gründung erfolgte nach einem großen Sturmschaden und die Glashütte arbeitet etwa 15 Jahre. Das Forsthaus Sehlsdorf wurde um 1780 errichtet. 1864 wurde ein Holzwärterhaus gebaut. Am 18. April 1912 brannte der zweihischige Katen ab, Verursacher war der Tagelöhner Friedrich Breitzmann. Förster Kobel aus Mestlin musste das Protokoll aufnehmen.
Förster des Dobbertiner Forstamtes:
- 1825 Holzwärter Habecker
- 1830 Holzwärter Gundlach
- 1870 Höfke
- 1875 Schröder
- 1880 Kobow
- 1885 Karl Köpke
- 1916 Gustav Karll
- 1937 Rudolf Ahrendt
- 1940 Hermann Moll
- 1946 Haacker
- 1953 Linke
- 1969 Krull
- Danach Westphal, Clodius und aktuell Uwe Linke.

### Verwaltungszugehörigkeit
Am 1. Januar 1951 wurde die vormals eigenständige Gemeinde Sehlsdorf nach Diestelow eingemeindet. Mit der Eingemeindung von Diestelow nach Goldberg am 1. Januar 2012 wurde Sehlsdorf zum Ortsteil dieser Stadt.

### Gedruckte Quellen
- Mecklenburgisches Urkundenbuch (MUB)
- Mecklenburgische Jahrbücher (MJB)

### Ungedruckte Quellen
Landeshauptarchiv Schwerin (LHAS)
- LHAS 1.5-4/3 Urkunden Kloster Dobbertin.
- LHAS 2.3-3/1 Landeskloster/Klosteramt Dobbertin.
- LHAS 3.2-4 Ritterschaftliche Brandversicherungsgesellschaft.
- LHAS 5.11-2 Landtagsversammlungen, Landtagsverhandlungen, Landtagsprotokolle, Landtagsbeschluß.
- LHAS 5.12-4/2 Mecklenburgisches Ministerium für Landwirtschaft, Domänen und Forsten.

## Karten
- Bertram Christian von Hoinckhusen: Mecklenburg Atlas mit Beschreibung der Aemter um 1700, Blatt 61 Beschreibung des Klosteramts Dobbertin.
- Topographisch oekonomisch und militaerische Charte des Herzogthums Mecklenburg-Schwerin und das Fürstenthum Ratzeburg 1758 Klosteramt Dobbertin mit der Sandpropstei vom Grafen Schmettau.
- Direktorial-Vermessungskarte Von dem Hochadelichen Dobbertinschen Klosteramts 1759.
- Wiebekingsche Karte von Mecklenburg, 1786.
- Wirtschaftskarte Forstamt Dobbertin 1927/1928.
- Topographische Karte, 2438 Goldberg, 1993.
- Offizielle Rad- und Wanderkarte Naturpark Nossentiner/Schwinzer Heide, 2010.